# Work It (film)
Pour les articles homonymes, voir Work It.
Pour plus de détails, voir Fiche technique et Distribution.
Work It est un film américain produit par Alicia Keys et réalisé par Laura Terruso. Il s'agit d'un film Original Netflix sorti en 2020.
Le film suit Quinn Ackerman, étudiante ayant un CV irréprochable, qui voit son entretien à l'Université de ses rêves, mal se passer. Après avoir menti à la recruteuse, elle décide d'assumer la responsabilité de ses actes et de former une troupe de danse, en compagnie de sa meilleure amie Jasmine Hale. Entre amitiés, histoire d'amour, difficultés et choix, Quinn et ses nouveaux amis ont un seul objectif: gagner la compétition Work it.

## Synopsis
Quinn Ackerman est une lycéenne avec un dossier scolaire parfait. Son rêve est de rentrer à l'université de Duke, mais son entretien d'amission ne se passe pas aussi bien qu'elle l'aurait espéré. Elle ment donc à la recruteuse, Mme Ramirez, qui recherche des profils d'étudiants uniques et passionnés. Quinn fait partie du club audiovisuel du lycée, mais elle fait croire à la recruteuse qu'elle est membre de la troupe de danse star The Thunderbirds, triple championne de la compétition de danse Work It.
Quinn, qui ne sait pas danser, doit donc assumer la responsabilité de ses actes, et tente d'auditionner pour les Thunderbirds avec l'aide de sa meilleure amie Jasmine Hale, qui veut rentrer dans une académie de danse à New York. Mais le leader du groupe, Isaiah, surnommé "Julliard" en hommage à l'école de ses rêves, refuse de voir Quinn rentrer au sein de la troupe (à la fois à cause de ses lacunes en danse mais aussi car Quinn et lui ne s'entendent pas bien).
Quinn convainc Jasmine de quitter les Thunderbirds et de l'aider à monter une autre troupe de danse. Elles recrutent Priya, Raven, Chris, Robby et DJ Tapes, leur promettant que le danseur et chorégraphe Jake Taylor, légende de la compétition Work It, sera leur coach. Quinn retrouve Jake, qui a quitté la scène publique après une blessure au genou, et travaille maintenant dans un studio de danse. Jake leur promet qu'il chorégraphiera pour eux, à la condition que l'équipe parvienne à passer la présélection de Work It.
La nouvelle troupe répète sans cesse, dans le studio prêté par Jake sans l'accord de son patron. Ils s'entraînent également à la maison de retraite où Quinne est bénévole, mais leur seul spectateur meurt d'une crise cardiaque pendant leur performance. Lors des présélections, ils se présentent sous le nom "On en reparlera" ("TBD" en version originale anglophone, acronyme de "to be determined", littéralement : "doit être déterminé"). La troupe se qualifie de justesse, un autre groupe ayant brisé l'une des règles officielles de la compétition, à savoir que l'un de leurs danseurs ne portait pas de coquille de protection génitale.
Jake Taylor accepte donc d'être le coach de "On en reparlera" et lui et Quinn tombent amoureux et sortent ensemble. L'attention particulière de Jake permet à Quinn d'être de plus en plus souple et de faire des progrès en danse. Mais Julliard et les Thunderbirds, menacés par le succès, quoique relatif, de "On en reparlera" lors des présélections du Work It, dénoncent le fait que Jake prête gratuitement le studio à ces derniers pendant que le patron est absent. Jake perd son emploi et rejette la faute sur Quinn.
Pendant ce temps, Quinn s'étant concentrée sur son apprentissage de la danse, ses notes et son implications dans ses matières scolaires sont en chute libre. Tout cela devient catastrophique quand elle reçoit un e-mail du service d'admission de l'Université de Duke, lui annonçant que Mme Ramirez ne travaille plus pour eux car ses méthodes de sélections atypiques ont déplu à l'université. Apprenant cela, Quinn brise une statue par accident dans la bibliothèque du lycée, ce qui lui vaut une suspension d'une demi-journée, inscrite dans son dossier scolaire. Cet incident, ainsi que la moyenne générale en baisse de Quinn, compromettent son admission à Duke. La mère de Quinn la force donc à abandonner la danse pour se concentrer de nouveau sur ses études.
Quinn annonce à ses camarades qu'elle quitte la troupe "On en reparlera", qui prennent très mal la nouvelle, particulièrement Jasmine, car elle a dû quitter les Thunderbirds et se retrouve sans la possibilité de danser au Work It devant les recruteurs des académies de danse, notamment celle de New York. Jasmine en veut énormément à Quinn, et réussit à rejoindre les Thunderbirds.
Mais Quinn s'ennuie sans la danse, et lors d'une journée de bénévolat, elle comprend comment lâcher prise pour danser plus fluidement. Elle court alors rejoindre Jake, et ensemble ils reforment la troupe, mais sans Jasmine qui est toujours fâchée, et s'entraîne avec les Thunderbirds. Jasmine rejoint finalement "On en reparlera", et tous se préparent à la compétition Work It.
Le jour venu, la mère de Quinn l'intercepte juste avant son départ, mais Quinn réussit à lui voler ses clés de voiture, et arrive en retard à la compétition. Sa mère la suit en Uber mais lorsqu'elle arrive, sa fille a réussi à monter sur scène et elle voit Quinn réellement heureuse.
Finalement, l'équipe "On en reaprlera" gagne la compétition, battant les Thunderbirds par trois dixième de points. Jasmine et Isaiah, qui a abandonné son surnom « Julliard » à la suite du rejet de sa candidature par l'école, sont repérés par une représentante de la New York Dance Academy, et Mme Ramirez, qui était venue encourager Quinn, l'engage à déposer une candidature pour l'Université de New York NYU où elle travaille désormais.
Le film se termine par une scène de danse de groupe dans le hall du théâtre où a eu lieu la compétition.

## Fiche technique
- Titre : Work it
- Production: Alicia Keys
- Réalisation :  Laura Terruso
- Scénario : Alison Peck
- Photographie : Rogier Stoffers
- Pays : États-Unis
- Langue : anglais
- Société de production : Alloy Entertainment, AK Worldwide, STX Films
- Société de distribution : Netflix
- Durée : 93 minutes
- Date de sortie : 
  - Monde : 7 août 2020

## Distribution
- Sabrina Carpenter (VF : Camille Timmerman) : Quinn Ackerman
- Liza Koshy : Jasmine Hale
- Keiynan Lonsdale (VF : Simon Koukissa-Barney) : Isaiah "Julliard" Pembroke
- Jordan Fisher (VF : Gauthier Battoue) : Jake Taylor
- Naomie Sniekus : Maria Ackerman
- Michelle Buteau (VF : Corinne Wellong) : Veronica Ramirez
- Drew Ray Tanner (VF : Paul Bertin-Hugault) : Charlie
- Jayne Eastwood : Ruthie
- Briana Andrade-Gomes (VF : Clotilde Verry) : Trinity
- Kalliane Brémault (VF : Charlotte D'Ardalhon) : Brit Turner
- Bianca Asilo (VF : Meaghan Dendrael) : Raven
- Neil Robles : Chris Royo
- Nathaniel Scarlette (VF : Jhos Lican) : DJ Tapes
- Tyler Hutchings : Robby G.
- Indiana Mehta : Priya Singh

Source et légende : Version française (V. F.) sur RS Doublage